# Маріо Серджіо Понтес де Пайва
Маріо Серджіо Понтес де Пайва (порт. Mário Sérgio Pontes de Paiva, нар. 7 вересня 1950, Ріо-де-Жанейро — пом. 28 листопада 2016, Ла-Уніон, Колумбія) — бразильський футболіст, що грав на позиції півзахисника. По завершенні ігрової кар'єри — футбольний тренер та коментатор.

## Клубна кар'єра
У дорослому футболі дебютував 1969 року виступами за команду клубу «Фламенго», в якій провів два роки, вигравши Кубок Гуанабара у 1970 році.
Своєю грою за цю команду привернув увагу представників тренерського штабу клубу «Віторія» (Салвадор), до складу якого приєднався 1971 року. Відіграв за команду з Салвадора наступні чотири сезони своєї ігрової кар'єри, вигравши чемпіонат штату Баїя у 1972 році.
Згодом з 1975 року грав за «Флуміненсе», двічі поспіль вигравши титул чемпіона штату Ріо-де-Жанейро.
В подальшому Маріо Серджіо пограв за «Ботафогу» та аргентинський «Росаріо Сентраль», після чого став гравцем «Інтернасьйонала», з яким вперше у своїй кар'єрі виграв чемпіонат Бразилії у 1979 році, а також став чемпіоном штату Ріу-Гранді-ду-Сул.
З 1981 року грав за «Сан-Паулу», «Понте-Прету» та «Греміо», вигравши з останнім Міжконтинентальний кубок у 1983 році, після чого повернувся в «Інтернасьйонал», де ще раз виграв чемпіонат штату. 
У кінці кар'єри пограв за «Палмейрас» та «Ботафогу Сан-Паулу», а також недовго перебував у Європі, виступаючи за швейцарську «Беллінцону».
Завершив професійну ігрову кар'єру у клубі «Баїя», за яку виступав протягом 1987 року.

## Виступи за збірну
23 вересня 1981 року дебютував в офіційних іграх у складі національної збірної Бразилії в товариському матчі проти збірної Ірландії (6:0). В останній раз за збірну Маріо Сержіо зіграв 15 травня 1985 року в товариському матчі проти Колумбії (0:1). Всього протягом кар'єри у національній команді, яка тривала 5 років, провів у формі головної команди країни лише 8 матчів.
| Матчі за збірну | Матчі за збірну | Матчі за збірну | Матчі за збірну | Матчі за збірну | Матчі за збірну  | Матчі за збірну |
| #               | Дата            | Місце           | Суперник        | Рахунок         | Турнір           |                 |
| --------------- | --------------- | --------------- | --------------- | --------------- | ---------------- | --------------- |
| 1.              | 23.09.1981      | Масейо          | Ірландія        | 6:0             | товариський матч |                 |
| 2.              | 28.10.1981      | Порту-Алегрі    | Болгарія        | 3:0             | товариський матч |                 |
| 3.              | 26.01.1982      | Натал           | НДР             | 3:1             | товариський матч |                 |
| 4.              | 03.03.1982      | Сан-Паулу       | Чехословаччина  | 1:0             | товариський матч |                 |
| 5.              | 21.03.1982      | Натал           | ФРН             | 1:0             | товариський матч |                 |
| 6.              | 28.04.1985      | Бразиліа        | Перу            | 0:1             | товариський матч |                 |
| 7.              | 05.05.1985      | Салвадор        | Аргентина       | 2:1             | товариський матч |                 |
| 8.              | 15.05.1985      | Богота          | Колумбія        | 0:1             | товариський матч |                 |

## Кар'єра тренера
Розпочав тренерську кар'єру відразу ж по завершенні кар'єри гравця, 1987 року, очоливши тренерський штаб клубу «Віторія» (Салвадор).
У подальшому очолював бразильські клуб «Корінтіанс», «Сан-Паулу», «Атлетіку Паранаенсе», «Сан-Каетану», «Атлетіко Мінейру», «Фігейренсе», «Ботафогу» та «Португеза Деспортос», але високих здобутків не отримав.
Останнім місцем тренерської роботи був клуб «Сеара», головним тренером команди якого Маріо Серджіо Понтес де Пайва був 2010 року.
В останні роки працював коментатором на каналі Fox Sports. 28 листопада 2016 року загинув у авіакатастрофі в Колумбії, куди летів коментувати фінал Південноамериканського кубка. Разом з ним також загинуло ряд гравців та повний склад тренерського штабу клубу «Шапекоенсе», який мав зіграти в тому матчі.

## Титули і досягнення

### Командні
- Чемпіон штату Баїя

«Віторія» (Салвадор): 1972
- Чемпіон штату Ріо-де-Жанейро (2):

«Флуміненсе»: 1975, 1976
- Чемпіон штату Сан-Паулу (1):

«Сан-Паулу»: 1981
- Чемпіон штату Ріу-Гранді-ду-Сул (2):

«Інтернасьйонал»: 1981, 1984
- Чемпіон Бразилії (1):

«Інтернасьйонал»: 1981
- Володар Міжконтинентального кубка (1):

«Греміо»: 1983

### Особисті
- Володар Срібного м'яча Бразилії: 1973, 1974, 1980, 1981